# Бук-Влака
43°00′ пн. ш. 17°32′ сх. д. / 43.00° пн. ш. 17.53° сх. д.
Бук-Влака (хорв. Buk-Vlaka) — населений пункт у Хорватії, у Дубровницько-Неретванській жупанії у складі міста Опузен.

## Населення
Населення за даними перепису 2011 року становило 492 осіб.
Динаміка чисельності населення поселення: